# Douglas Hedin
Douglas Hedin (5 febbraio 1990) è un ex sciatore alpino svedese.

## Biografia
Douglas Hedin ha esordito nel circo bianco il 5 gennaio 2006 disputando uno slalom speciale valido come gara FIS a Luleå, piazzandosi 43º. Nel 2010 è stato convocato per i Mondiali juniores tenutisi sul versante francese del Monte Bianco, ottenendo come miglior piazzamento il 15º posto nello slalom gigante. Il 27 novembre dello stesso anno ha partecipato per la prima volta a una gara di Coppa Europa, lo slalom gigante svoltosi a Trysil, non completando la prima manche. Nella stessa stagione si è aggiudicato la medaglia di bronzo nello slalom gigante della XXV Universiade invernale di Erzurum.
Ha debuttato in Coppa del Mondo il 3 marzo 2012 a Lillehammer Kvitfjell, terminando al 57º posto la discesa libera in programma, e ha colto i primi punti nel circuito con il 22º posto ottenuto nel supergigante di Beaver Creek del 1º dicembre successivo; tale piazzamento sarebbe rimasto il migliore della carriera di Hedin. Il 12 gennaio 2013 ha conquistato il suo unico podio in Coppa Europa, nella discesa libera disputata sull'impegnativo tracciato di Wengen; ha quindi debuttato ai Campionati mondiali a Schladming 2013, sua unica presenza iridata, durante la quale si è piazzato 26º nella discesa libera, 34º nel supergigante e non ha concluso la supercombinata.
Si è ritirato al termine della stagione 2013-2014; la sua ultima gara in Coppa del Mondo è stata il supergigante di Kitzbühel del 26 gennaio (63º), mentre la sua ultima gara in carriera è stata un supergigante FIS disputato a Hemsedal il 28 aprile, chiuso da Hedin al 3º posto.

## Palmarès

### Universiadi
- 1 medaglia:
  - 1 bronzo (slalom gigante a Erzurum 2011)

### Coppa del Mondo
- Miglior piazzamento in classifica generale: 131º nel 2013

### Coppa Europa
- Miglior piazzamento in classifica generale: 55º nel 2013
- 1 podio:
  - 1 terzo posto

### Australia New Zealand Cup
- Miglior piazzamento in classifica generale: 4º nel 2012
- 4 podi:
  - 1 secondo posto
  - 3 terzi posti

### Campionati svedesi
- 4 medaglie[1]:
  - 2 ori (discesa libera, supergigante nel 2013)
  - 1 argento (discesa libera nel 2014)
  - 1 bronzo (supergigante nel 2014)